# 's Gravenmoer

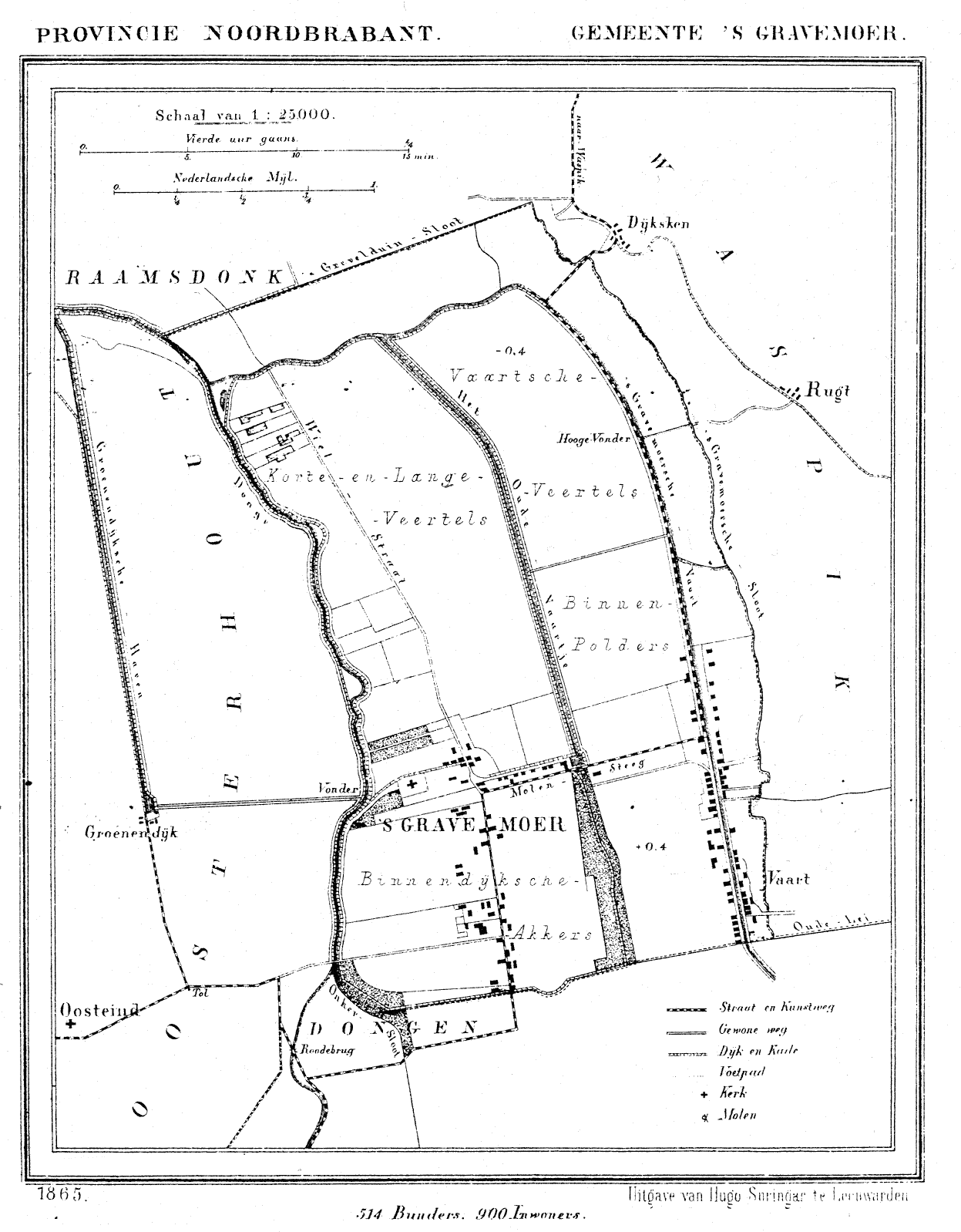

's Gravenmoer est un village situé dans la commune néerlandaise de Dongen, dans la province du Brabant-Septentrional. En 2007, le village comptait 2 220 habitants.

## Histoire
's Gravenmoer était une enclave protestante dans le Brabant des États. Le village a été ajouté à Hollande en 1734 et après le Premier Empire à la province de Brabant-Septentrional.
's Gravenmoer a été une commune indépendante jusqu'au 1er janvier 1997. À cette date, elle est supprimée et rattachée à Dongen.